# Trafford (Pensilvânia)
Trafford é um distrito localizado no estado americano da Pensilvânia, no Condado de Allegheny.

## Demografia
Segundo o censo americano de 2000, a sua população era de 3236 habitantes.

## Geografia
De acordo com o United States Census Bureau tem uma área de 3,7 km², dos quais 3,7 km² cobertos por terra e 0,0 km² cobertos por água.

## Localidades na vizinhança
O diagrama seguinte representa as localidades num raio de 8 km ao redor de Trafford.